# واراگول
واراگول (به انگلیسی: Warragul) یک شهرک در استرالیا است که در ویکتوریا (استرالیا) واقع شده‌است.